# Phyllomys brasiliensis
Phyllomys brasiliensis är en däggdjursart som först beskrevs av Lund 1840.  Phyllomys brasiliensis ingår i släktet Phyllomys och familjen lansråttor. Inga underarter finns listade i Catalogue of Life.
Djuret är medelstor inom släktet Phyllomys. Enligt 1 exemplar har arten 3,7 cm långa bakfötter samt 1,7 cm stora öron. Ovansidan är täckt av orangebruna hår med ett svart band i mitten. Dessutom är flera upp till 2,7 cm långa taggar inblandade som är ganska tjocka (1,3 millimeter). På undersidan förekommer krämfärgad till gul päls. Största delen av svansen har ett tunt och brunt hårtäcke så att fjällen blir synliga. Endast vid spetsen finns längre hår som bildar en tofs. Arten är större än den liknande Phyllomys lamarum och dessutom har Phyllomys brasiliensis mörkare päls.
Denna gnagare förekommer i en kullig region i delstaterna Rio de Janeiro och Minas Gerais i Brasilien. Utbredningsområdet ligger 500 till 800 meter över havet. I regionen förekommer delvis lövfällande skogar och landskapet Cerradon. Ett exemplar hittades i en grotta.